# Coulommiers

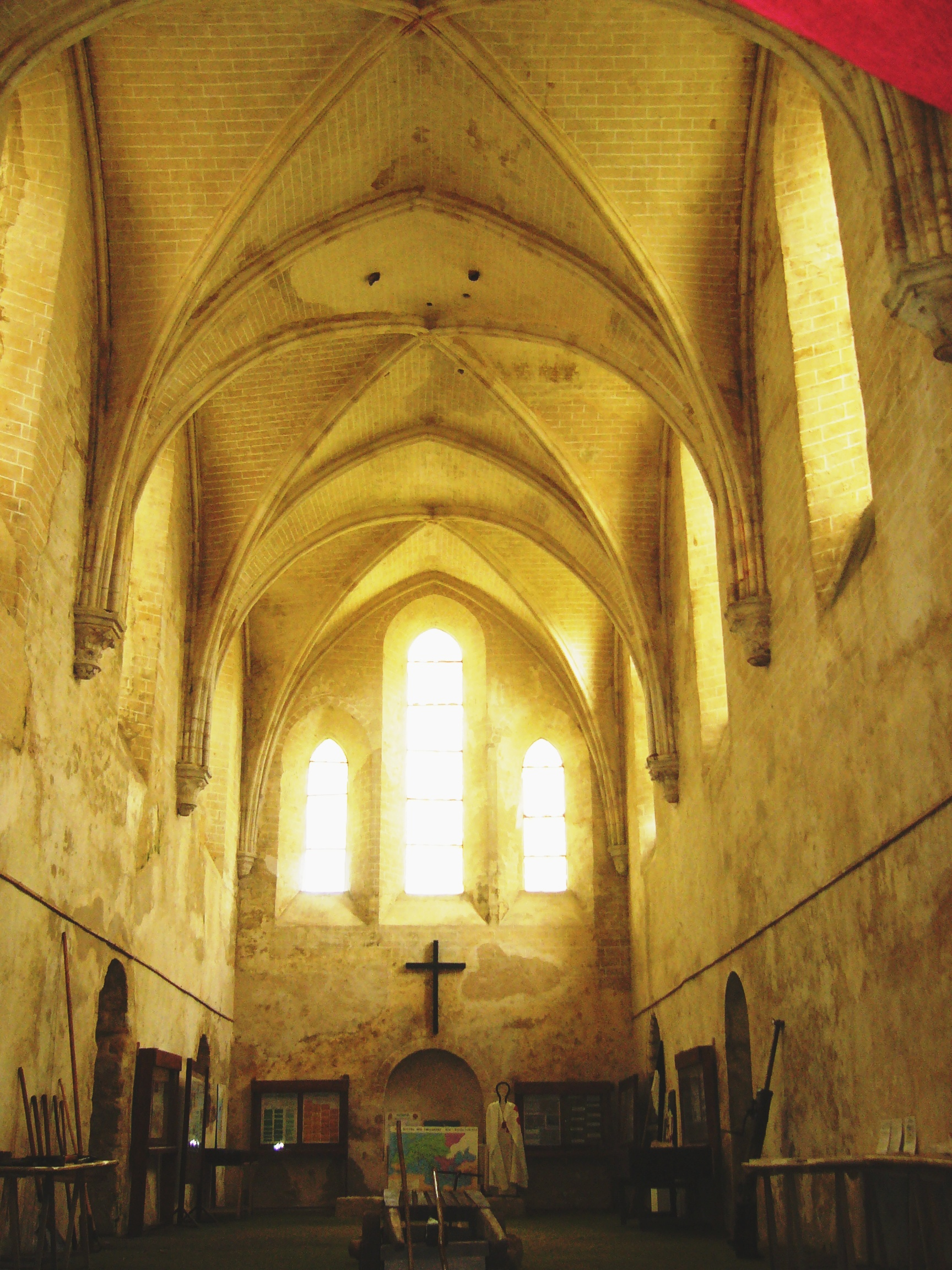
A Templomos Lovagrend Szent Anna kápolnájájának hajója

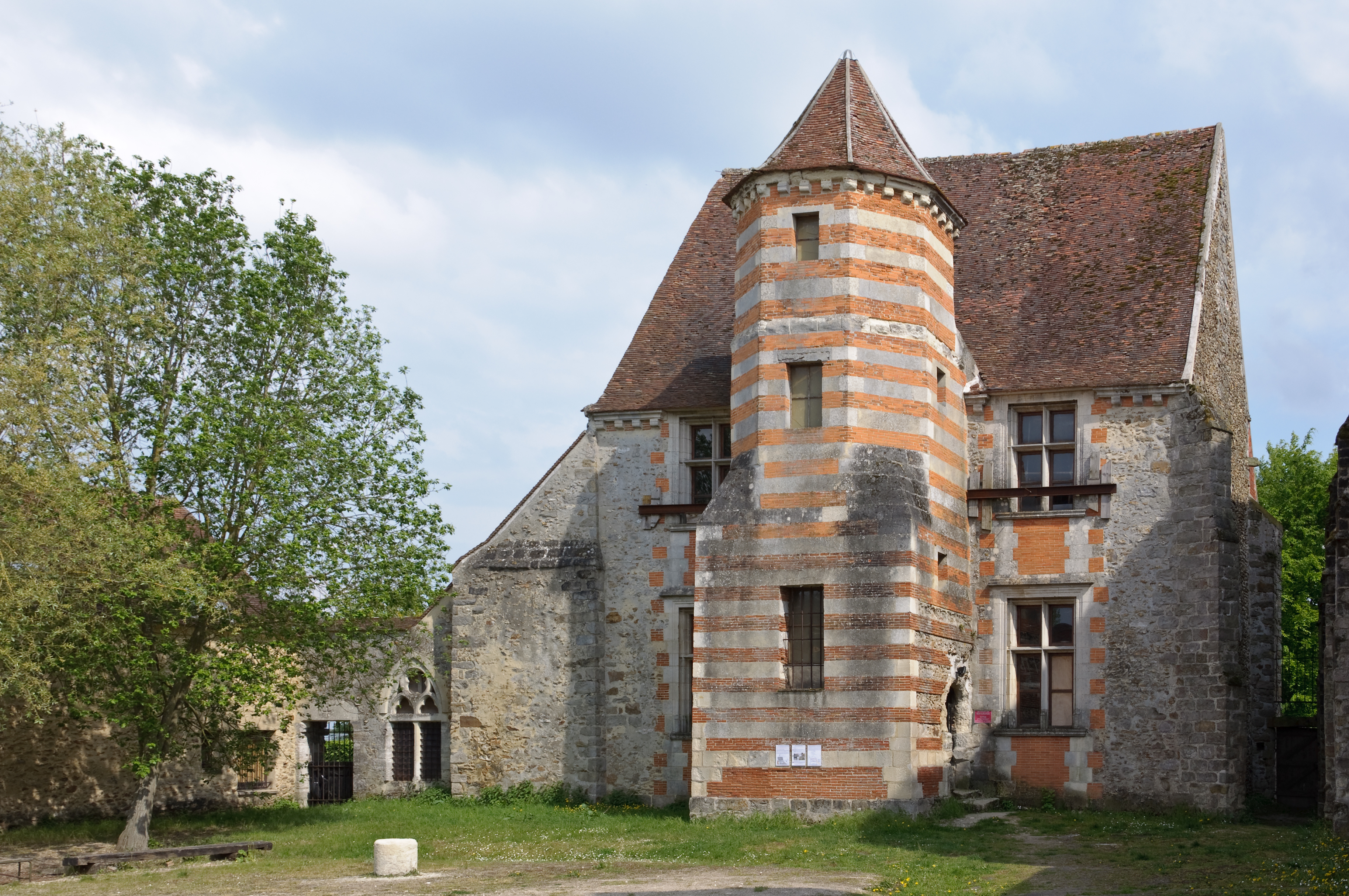
A Templomos Lovagrend parancsnokának a lakosztálya (logis du Commandeur)

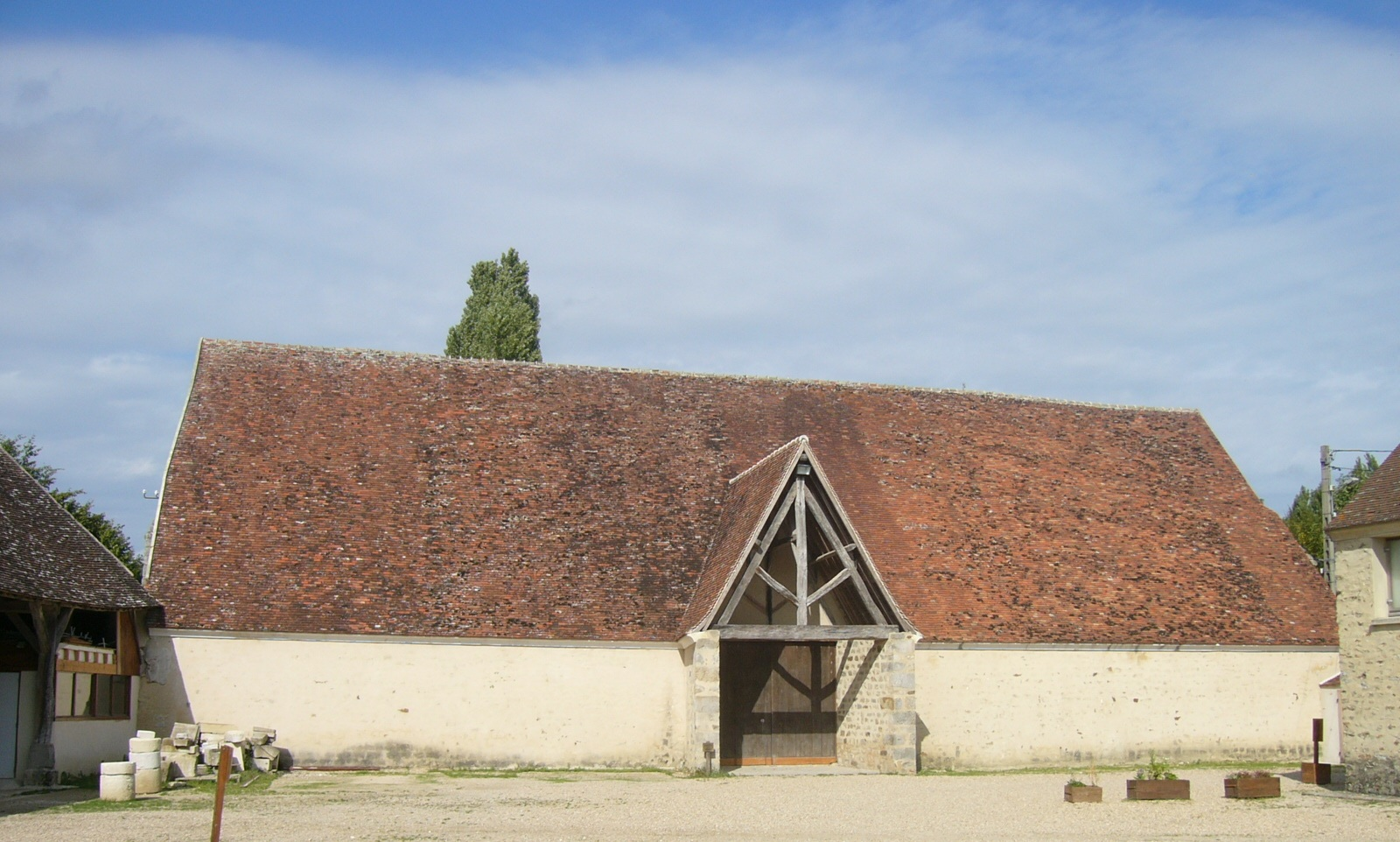
A Templomos Lovagrend Parancsnokságának tizedgyűjtő csűrje (Grange aux Dîmes)

Coulommiers (ejtsd: kulommijé), község Franciaországban Seine-et-Marne megyében, Île-de-France tartományban.

## Földrajzi fekvése
Párizstól 60 km-re keletre helyezkedik el a Grand Morin folyó partján, a sajtgyártásáról híres  Brie-vidéken, a Párizsi Medencében. A Grand Morin völgyének legfontosabb városa. A környező településekkel (Mouroux, Boissy-le-Châtel, Saint-Augustin, Chauffry, Maisoncelles-en-Brie, Aulnoy, Giremoutiers) a Templomosok Brie-vidékének Településtársulását (Communauté de communes de la Brie des Templiers) alkotja. Coulommiers vonzáskörébe tartozó községek : Chailly-en-Brie, Faremoutiers, Pommeuse, Saint-Germain-sous-Doue.

## Története
A helység föltehetőleg római eredetű (Castrum Columbarium, Colombarius). A középkori Collomiers névváltozatból alakult ki a mai Coulommiers elnevezés. Várfalait I. Klodvig frank király építtette. I. Theobald 1080-ban zárdát építtetett a mai központ Moncel-nek nevezett részében. II. Theobald 1172-ben csatornát (Le brasset des Tanneurs) építtetett a helységnek : hét évszázadon keresztül a Le brasset des Tanneurs mentén létrehozott cserzővarga-műhelyek képezték a város fő iparágát. 1173-ban épült meg a Templomos Lovagrend Parancsnoksága. A százéves háború alatt a város az angolok birtokába került. 1595-ben De Longueville hercegnő Doullens pikárdiai településen elesett férjének az emlékére kastélyt építtett Coulommiers-ben. A francia forradalom alatt a város irattára megsemmisült. 1851-ben börtön épült a helységben.

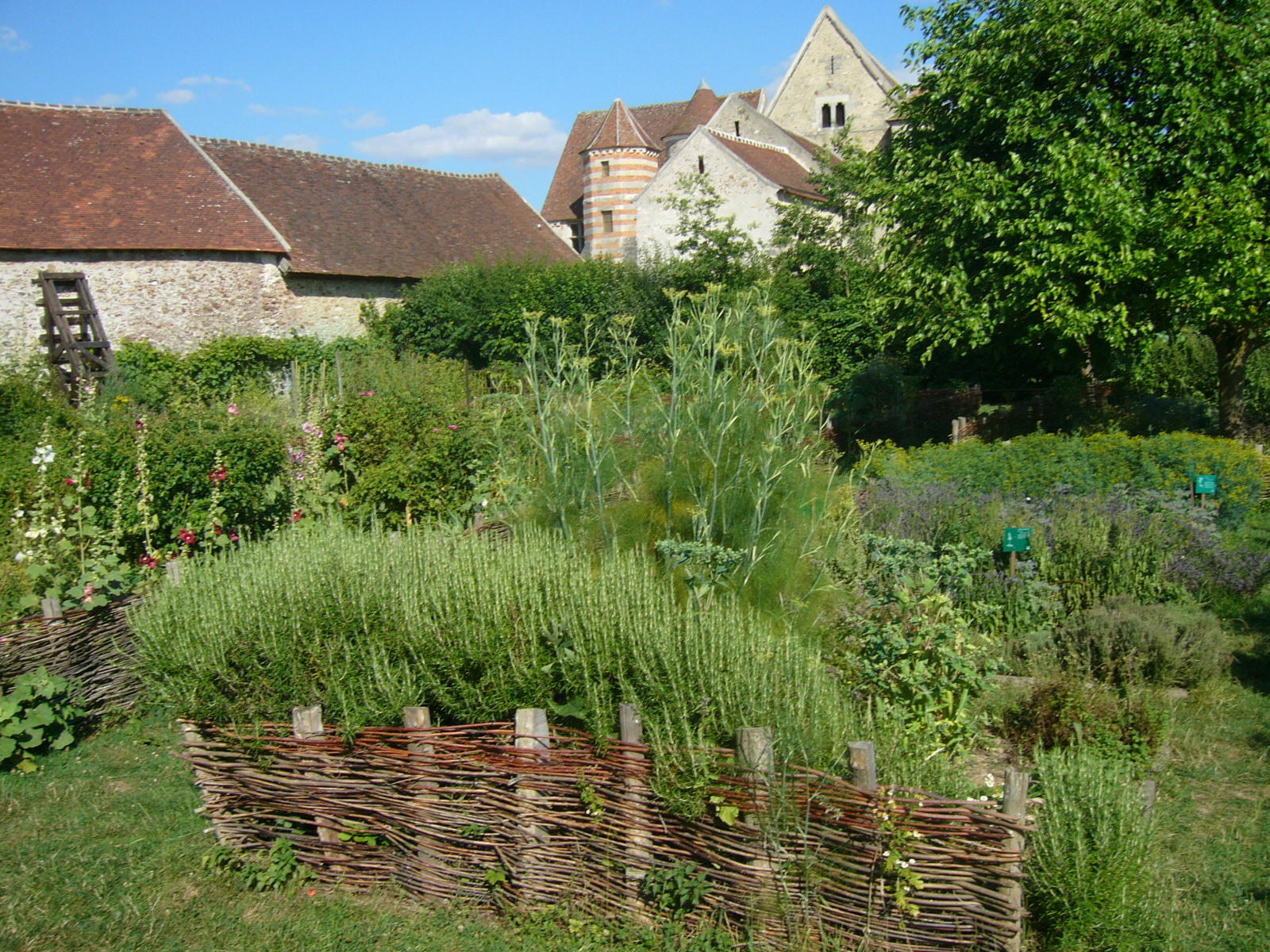
A Templomosok Parancsnokságának középkori kertje. Területe 4000 négyzetméter.

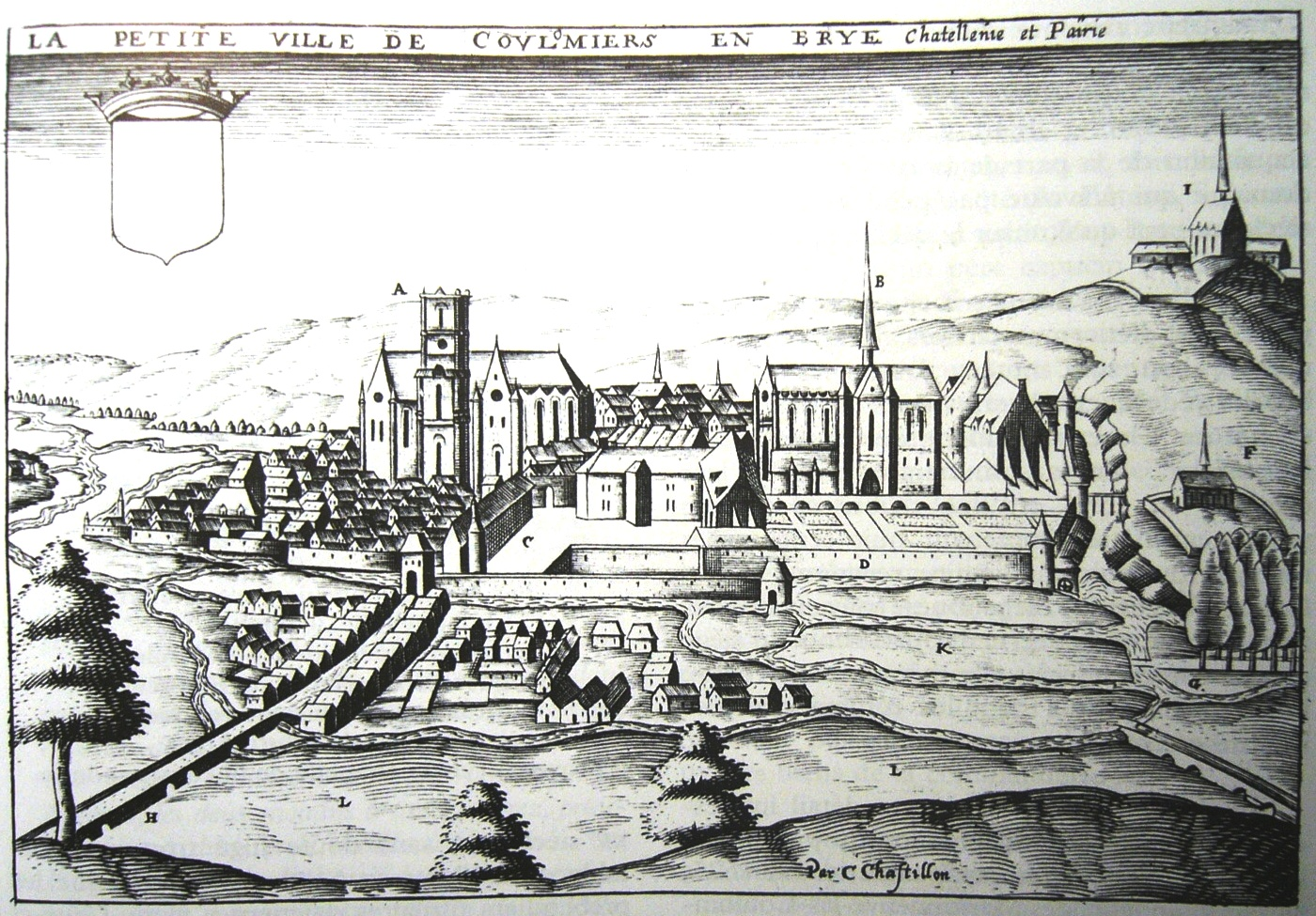
Coulommiers városa 1600-ban. Claude Chastillon metszete

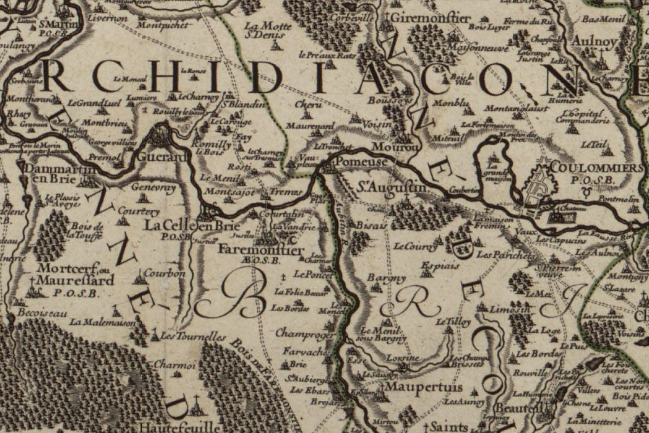
Coulommiers és a Brie-vidék térképe, 1698. Alexis-Hubert Jalliot metszete. Részlet a meaux-i püspökség térképéből

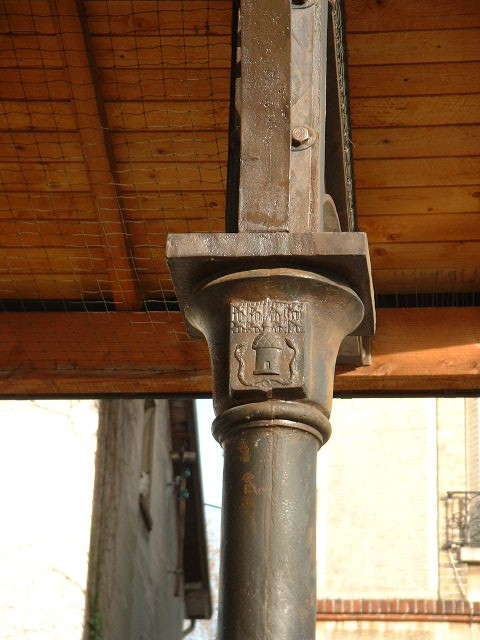
A Sajtcsarnok oszlopfője a helység címerével

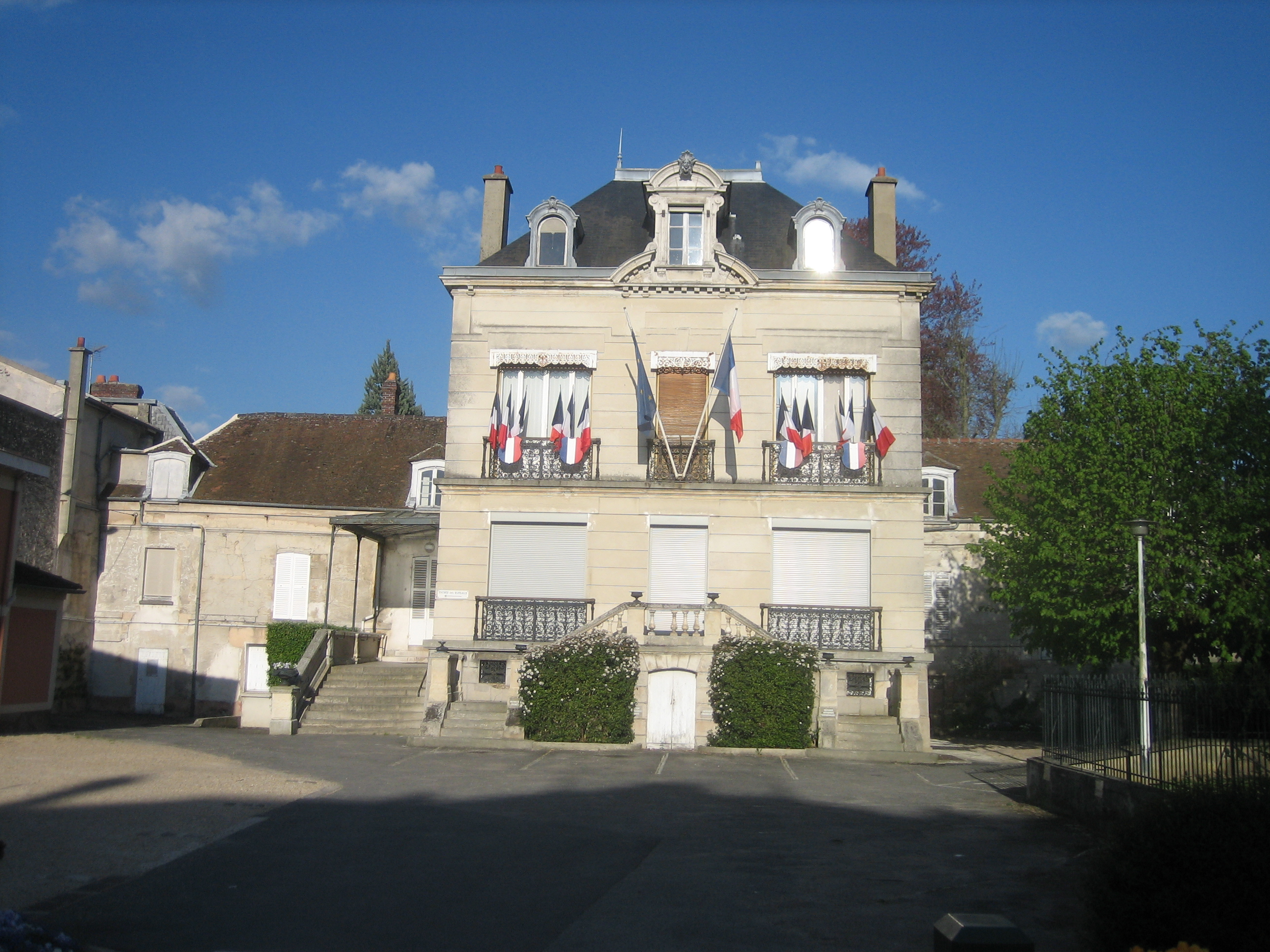
A Polgármesteri Hivatal

## Népesség
1793-ban 3 600, 1896-ban 6 323, 1954-ben 8 561, 2007-ben 13 649 lakosa volt.

## Turisztikai látnivalók
- A Templomos Lovagrend Parancsnoksága (Commanderie des Templiers). Épült a XII. században. 1966-ban nemzeti aláírásgyűjtési kampány mentette meg a lebontástól. A példás alapossággal fölújított és gondozott épület-csoport, valamint a hozzá tartozó középkori kert (Jardin Médiéval) a helyi Iparitanuló-képző Központ (CFA, Centre de Formation Apprenti) közvetlen szomszédságában található.

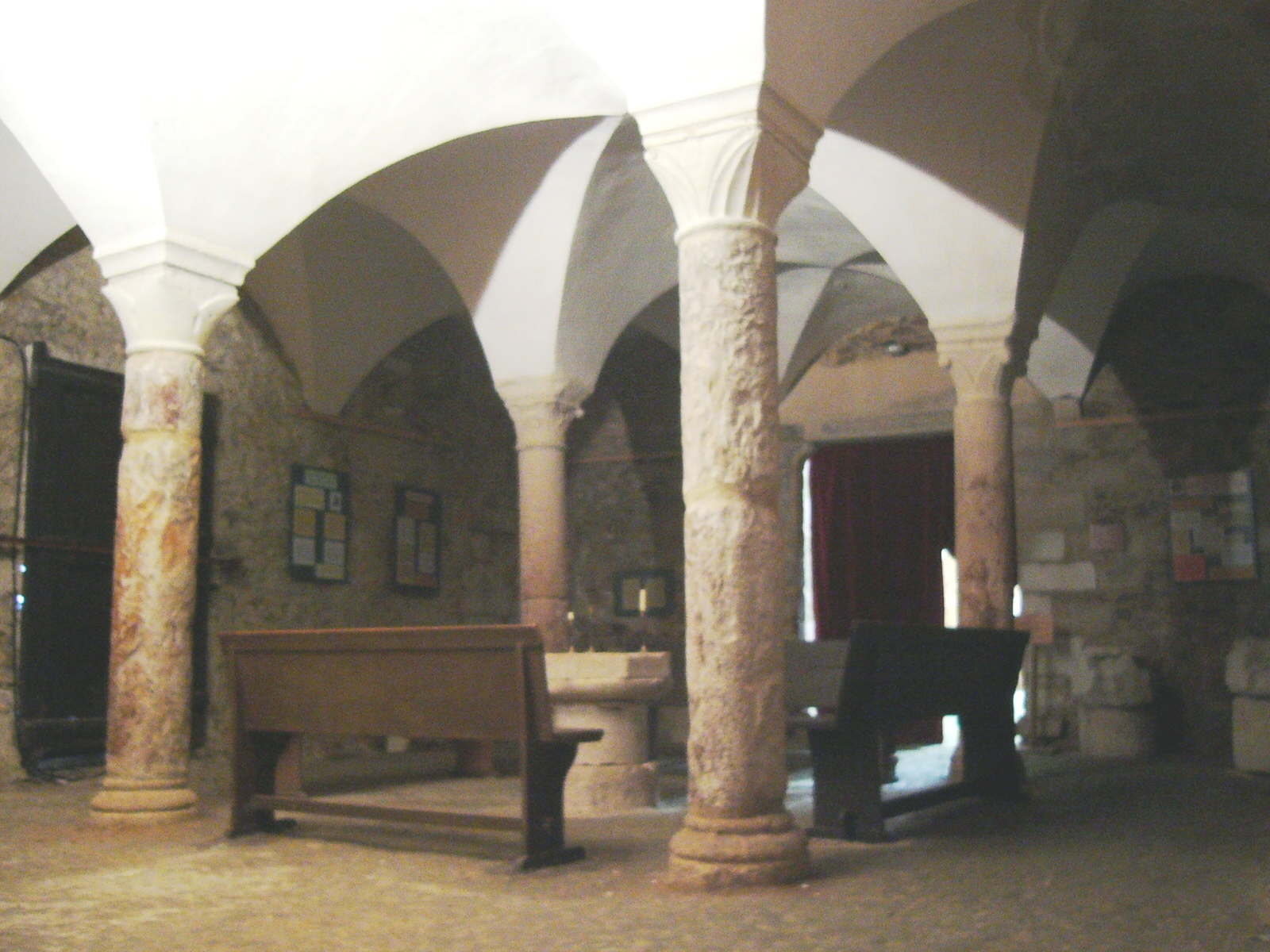
A Templomos Lovagrend Parancsnokságának boltív-terme

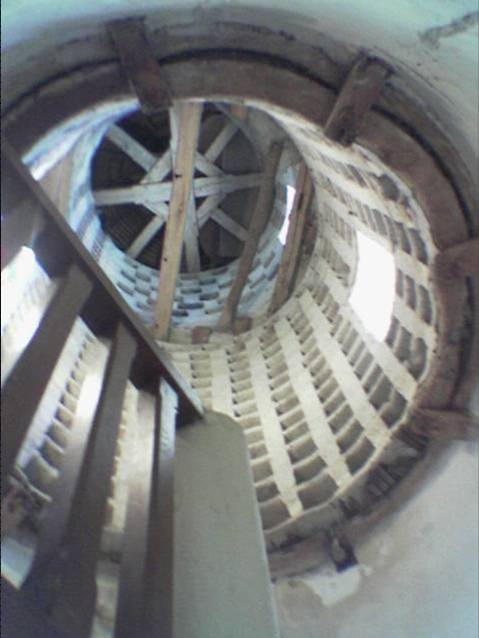
A Templomos Lovagrend Parancsnokságának kolumbáriuma

- Église des Capucins, Kapucinus-templom. 1625-ben szentelték föl. Catherine de Gonzague, Longueville hercegnője (duchesse de Longueville) építtette. 33 méter hosszú, 16 méter magas. Jelenleg a Városi Múzeum székhelye.
- Városi Liget. Itt találhatóak a Catherine de Gonzague hercegnő által épített várkastély és felvonóhíd XVII. századi maradványai.
- Maison de Valentin de Boulogne (1591–1634), XVII. századi festő szülőháza
- A korábbi börtön épülete. Épült 1851-ben a Brasset des Religieuses csatorna és a Grand Morin folyó határolta szigeten. Napjainkban itt található a Városi Könyvtár.
- Sajtcsarnok (Halle aux fromages). Itt árulták a vidék híres, mindmáig gyártott sajtjait (Brie, Coulommiers). Épült 1887-ben.

- Városi Színház, XIX. század

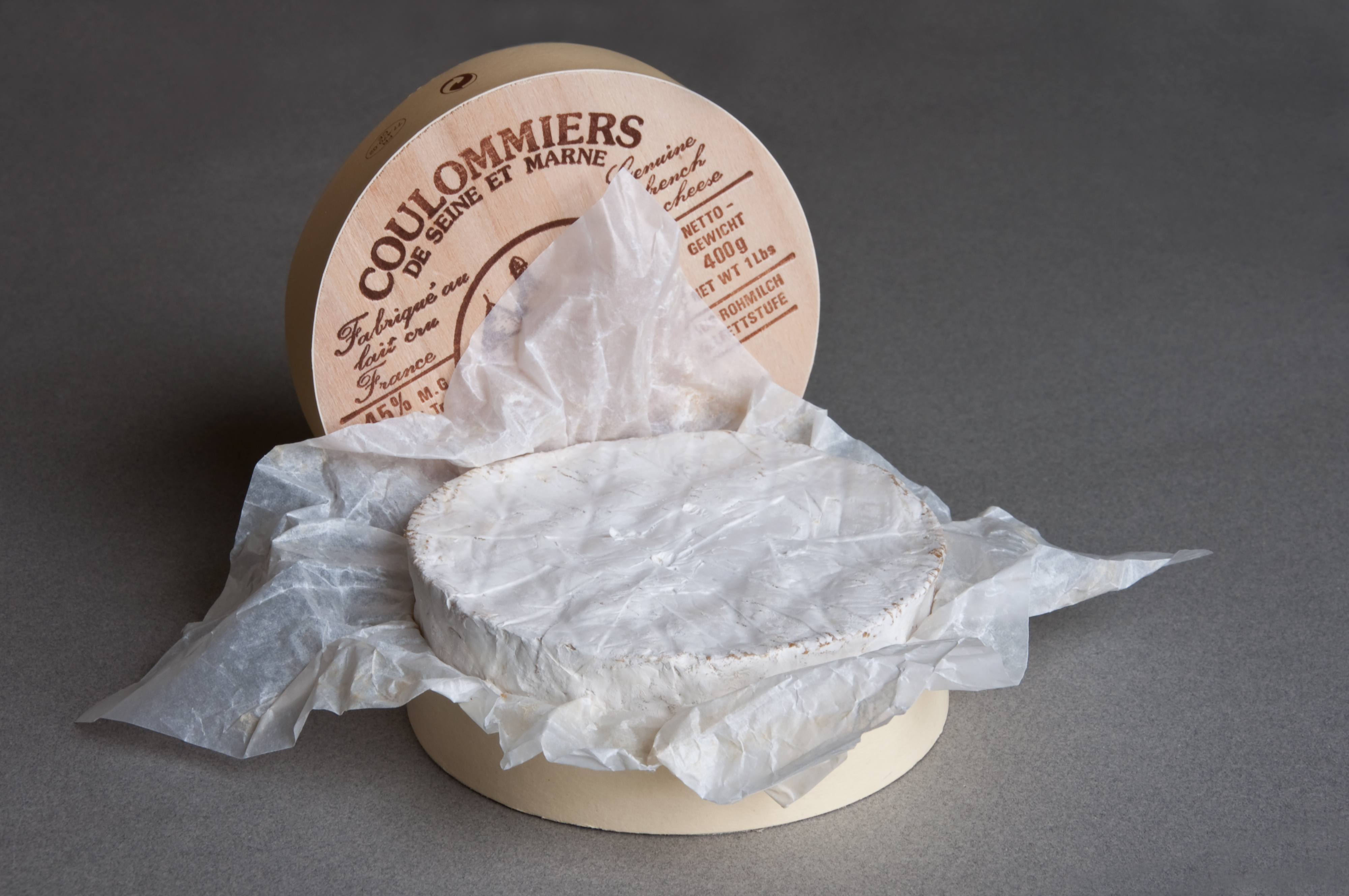
A Coulommiers sajtfajta

- Église Saint-Denis-Sainte-Foy-templom. Épült 1911-ben.
- A várost jelenleg is számos, festői szépségű csatorna (brasset) szeli át és öleli körbe.

## Események, rendezvények
- Nemzetközi Sajt- és Borvásár (Foire Internationale aux Fromages et aux Vins). Minden év Virágvasárnapjának a hétvégén kerül megrendezésre átlagosan 65 ezer résztvevővel.

## A helységben született személyiségek
- Noël Picard alkimista, mágus. Kortársai Dubois-nak nevezték. XIII. Lajos király és az udvar jelenlétében többször is csinált aranyat. Richelieu bíboros 1637-ben ítéltette el, mint varázslót.
- Marc Rucart (1893–1964) ügyvéd, politikus, szenátor.
- Philippe Bouvard humorista (* 1929).
- Andre The Giant catch-bajnok, színész (* 1946).
- Yvette Troispoux (1914–2007), fényképész

## A helységhez kötődő személyiségek
- I. Herbert, Vermandois grófja 922-ben.
- II. Henrik, Champagne grófja. Meghalt 1197-ben a Szentföldön.
- Jacques d’Armagnac, Nemours hercege. 1477-ben lefejezték.
- Jean de La Fontaine fabulaköltő a Château de Montauglaust kastélyban töltötte nyári vakációit a nagyanyjánál.
- Mme de La Fayette írónő La princesse de Clèves című regényének cselekménye Coulommiers-ben játszódik.
- Pierre Nicolas Leroy de Montflaubert (1742–1794), kisnemes, forradalmár, Coulommiers polgármestere a francia forradalom idejében. Kortársai Dix Août-nak („augusztus 10-ének”) nevezték. Thermidor után guillotine alá küldték.
- Louis de Funès színész a helységben végezte tanulmányainak egy részét.
- Philippe Pichon író, XX. század
- Pierre Mortier író, Coulommiers polgármestere (1924–1941), képviselő (1932–1936), ellenálló, a Château de Montanglaust kastély tulajdonosa
- André Dhôtel író, a Jules Ferry líceumban tanított
- Luc Besson filmrendező
- Bertrand Flornoy (1910–1980), Coulommiers polgármestere, etnológus, régész. Az Amazonas vidékén vezetett számos fölfedező expedíciót. A Francia Fölfedezők Társaságának (Société des explorateurs français) az elnöke volt.
- Guy Drut, Coulommiers polgármestere (1992–2008), arany- és ezüstérmes olimpiai bajnok (110 méteres gátfutás), sportügyi miniszter
- Bréda Ferenc, esszéíró, irodalomtörténész

## Testvérvárosai
- Titisee-Neustadt, Németország
- Leighton Buzzard, Anglia, Egyesült Királyság

## Külső hivatkozások
- Hivatalos honlap (franciául)
- Coulommiers műemlékeinek részletes bemutatása a Topic-Topos honlapon (franciául)
- Seine-et-Marne portálja (franciául)
- A településtársulás honlapja (franciául)
- A Googel keresőmotor Coulommiers-t bemutató fényképösszeállítása